# Groot-Brittannië op de Olympische Winterspelen 1952
Tijdens de Olympische Winterspelen van 1952, die in Oslo (Noorwegen) werden gehouden, nam Groot-Brittannië voor de zesde keer deel.

## Medailleoverzicht
| Sport       | Olympiër          | Discipline | Medaille |
| ----------- | ----------------- | ---------- | -------- |
| Kunstrijden | Jeannette Altwegg | vrouwen    | Goud     |

## Deelnemers en resultaten

### Alpineskiën
| Olympiër            | Discipline       | Resultaat | Prestatie                              |
| ------------------- | ---------------- | --------- | -------------------------------------- |
| John Boyagis        | afdaling (m)     | 39e       | 2.55,6 (+24,8)                         |
| John Boyagis        | reuzenslalom (m) | 43e       | 2.52,5 (+27,5)                         |
| John Boyagis        | slalom (m)       | r1: 37e   | 2e run niet startgerechtigd 1.08,3+dns |
| Noel Harrison       | afdaling (m)     | 58e       | 3.21,5 (+50,7)                         |
| Noel Harrison       | reuzenslalom (m) | 74e       | 3.24,1 (+59,1)                         |
| Noel Harrison       | slalom (m)       | dnf       | 1e run niet gefinisht                  |
| Rupert de Larrinaga | reuzenslalom (m) | 71e       | 3.16,9 (+51,9)                         |
| Fiona Campbell      | afdaling (v)     | 33e       | 2.18,6 (+31,5)                         |
| Fiona Campbell      | reuzenslalom (v) | 36e       | 2.39,8 (+33,0)                         |
| Hilary Laing        | afdaling (v)     | dq        | diskwalificatie                        |
| Hilary Laing        | reuzenslalom (v) | 24e       | 2.20,7 (+13,9)                         |
| Hilary Laing        | slalom (v)       | 24e       | 2.27,9 (+17,3) 1.13,7+1.14,2           |
| Sheena Mackintosh   | afdaling (v)     | 26e       | 1.59,6 (+12,5)                         |
| Sheena Mackintosh   | reuzenslalom (v) | 28e       | 2.22,5 (+15,7)                         |
| Sheena Mackintosh   | slalom (v)       | 28e       | 2.29,4 (+18,8) 1.16,2+1.13,2           |
| Vora Mackintosh     | afdaling (v)     | dq        | diskwalificatie                        |
| Vora Mackintosh     | reuzenslalom (v) | 38e       | 2.57,1 (+50,3)                         |

### Kunstrijden
| Olympiër                    | Discipline | Resultaat | Prestatie                 |
| --------------------------- | ---------- | --------- | ------------------------- |
| Jeannette Altwegg           | vrouwen    | Goud      | pc. 14,0; 161,756 punten  |
| Barbara Wyatt               | vrouwen    | 7e        | pc. 63,0; 148,378 punten  |
| Valda Osborn                | vrouwen    | 11e       | pc. 89,0; 144,767 punten  |
| Patricia Devries            | vrouwen    | 17e       | pc. 148,0; 132,811 punten |
| Jennifer Nicks John Nicks   | paarrijden | 4e        | pc. 39,0; 95,400 punten   |
| Peri Horne Rqymond Lockwood | paarrijden | 11e       | pc. 94,0; 82,200 punten   |

### Schaatsen
| Olympiër       | Discipline   | Resultaat | Prestatie         |
| -------------- | ------------ | --------- | ----------------- |
| John Hearn     | 1500 m (m)   | 38e       | 2.40,1 (+19,7)    |
| John Hearn     | 5000 m (m)   | 17e       | 8.47,0 (+36,4)    |
| John Hearn     | 10.000 m (m) | 10e       | 17.41,5 (+55,7)   |
| Norman Holwell | 500 m (m)    | 21e       | 45,4 (+2,2)       |
| Norman Holwell | 1500 m (m)   | 14e       | 2.24,5 (+4,1)     |
| Norman Holwell | 5000 m (m)   | 16e       | 8.44,5 (+33,9)    |
| Norman Holwell | 10.000 m (m) | 15e       | 18.02,4 (+1.16,6) |
| Bill Jones     | 500 m (m)    | 34e       | 46,9 (+3,7)       |
| Bill Jones     | 1500 m (m)   | 35e       | 2.32,2 (+11,8)    |
| Bill Jones     | 5000 m (m)   | 31e       | 9.03,7 (+53,1)    |

Argentinië · Australië · België · Bulgarije · Canada · Chili · Denemarken · Duitsland · Finland · Frankrijk · Griekenland · Groot-Brittannië · Hongarije · IJsland · Italië · Japan · Joegoslavië · Libanon · Nederland · Nieuw-Zeeland · Noorwegen · Oostenrijk · Polen · Portugal · Roemenië · Spanje · Tsjecho-Slowakije · Verenigde Staten · Zweden · Zwitserland